# Anton Cotteleer
Anton Cotteleer (Kapellen, 1974) is een Belgisch beeldhouwer en installatiekunstenaar.

## Leven en werk
Anton Cotteleer studeerde beeldhouwkunst aan de Koninklijke Academie voor Schone Kunsten van Antwerpen, als leerling van Wilfried Pas en Philip Aguirre. Hij werd in 2000 laureaat aan het Nationaal Hoger Instituut voor Schone Kunsten. In 2023 behaalde hij zijn doctoraat. Voor zijn doctoraatsonderzoek Een onscherp aftasten nam hij persoonlijke en anonieme familiefoto's uit de jaren 1970 en 80 als uitgangspunt om te kijken hoe onscherpte de perceptie van een beeld bepaalt en hoe hij dat vertaalt in sculptuur. Cotteleer geeft les aan de Antwerpse Academie.
Cotteleer maakt sculpturen en installaties van mixed media, waarbij hij mensen, objecten en vormen die in de Vlaamse huiskamers voorkomen vergroot, defragmenteert en in een nieuwe samenhang assembleert tot surrealistische objecten. In 2014 won hij voor zijn werk de Grote Prijs Ernest Albert  voor beeldhouwkunst.

## Publicaties
- 2016: Behind the curtain. Gent: Borgerhoff & Lamberigts. ISBN 978-90-89316-72-1
- 2018: De huid van de sculptuur. Antwerpen: Koninklijke Academie voor Schone Kunsten. ISBN 978-94-90521-39-4
- 2021: An Out-Of-Focus Scan, part 1. Antwerpen: Koninklijke Academie voor Schone Kunsten. ISBN 978-94-90521-55-4
- 2023: An Out-Of-Focus Scan, part 2. Antwerpen: Koninklijke Academie voor Schone Kunsten. ISBN 978-94-64363-43-2